# Google即时桌面
Google 即时桌面（Google 即時資訊啟動器 / ）是由 Google 开发的一款适用于 Android 操作系统的桌面/启动器(Launcher)应用。

## 功能
Google 即时桌面与其他的桌面/启动器应用基本功能无异，可以用来启动其他应用，用户也可以在 Google 即时桌面中随意设置 Widget 以及其他样式。同时拥有一个应用抽屉，用以显示用户安装的所有应用。
特别的是，Google 即时桌面与 Google 即时（Google Now）深度整合。当用户打开了 Google 即时功能后，用户在 Google 即时桌面内位于最左侧的主要屏幕时向右滑动可以直接查看 Google 即时卡片，不需要额外从应用抽屉启动、从虚拟键上划或按住主页键等操作。
Google 即时桌面可以在配合 Google 应用的前提下随时接受用户的「Ok, Google」语音指令，即使设备没有在 Google 即时桌面界面或锁屏状态下。

## 历史
Google 即时桌面最早预装于新上市的 Nexus 5 的 Android 4.4 Kitkat 之中，无法（通过正常手段）删除，但可以停用。
随后上市的 Nexus 6 智能手机以及 Nexus 9 平板电脑也预装了 Google 即时桌面。
而 Google 并没有将 Google 即时桌面随 Android 4.4 或更高版本的更新预装至旧版本的 Nexus 设备或 Google Play Edition 设备中，这些设备的默认桌面/启动器依然为名叫「启动器」的应用。但这些用户以及其他品牌的 Android 设备，只要是Android 4.2或以上版本就可以通过 Google Play Store 应用市场中下载。从 Google Play Store 下载的非预装的 Google 即时桌面可以被卸载。
2016年，随着Google Pixel上市，谷歌宣布Google即时桌面正式停止支持并由Pixel桌面取代。